# Thomas Shadwell
Thomas Shadwell, född omkring 1642 i Norfolk, död 19 november 1692 i Chelsea i London, var en brittisk dramatiker och poet. 
Bland hans verk märks Epsom Wells (1672), en komedi som beskriver det lösaktiga levernet vid kurorten i Epsom, och Bury-Fair (1689). 
Shadwell låg i en våldsam fejd med poeten John Dryden, vilken han gick till attack mot i The Medal of John Bayes (1682). 
Shadwell blev sedermera poeta laureatus, som efterträdare till Dryden, vilken avsattes vid ärorika revolutionen.